# 阿里法
阿里法（法語：Arifat，法語發音：[aʁifa]）是法国奥克西塔尼大区塔恩省的一个市镇，属于卡斯特尔区。

## 地理
阿里法（43°47'4"N, 2°21'51"E）面积20.28 平方千米，位于法国奧克西塔尼大區塔恩省，该省份为法国南部内陆省份，北起顺时针与阿韦龙省、埃罗省、奥德省、上加龙省和塔恩-加龙省接壤。
与阿里法接壤的市镇（或旧市镇、城区）包括：蒙特勒东拉贝索涅、蒙罗克、赖萨克、圣皮埃尔-德特里维西、泰尔德邦卡列。

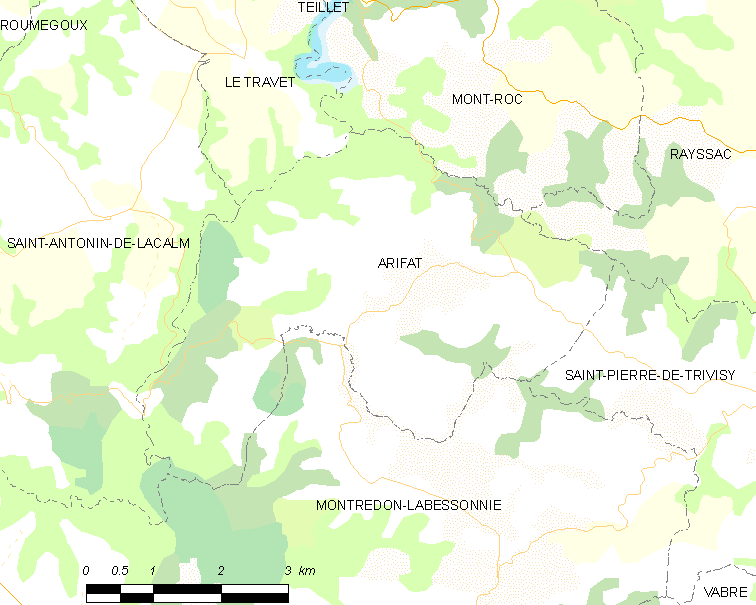
阿里法的OSM定位图

阿里法的时区为UTC+01:00、UTC+02:00（夏令时）。

## 行政
阿里法的邮政编码为81360，INSEE市镇编码为81017。

## 政治
阿里法所属的省级选区为上达杜县。

## 人口

1962-2008年间阿里法人口变化图示

阿里法于2022年1月1日时的人口数量为128人。